# Academia Real Inglesa

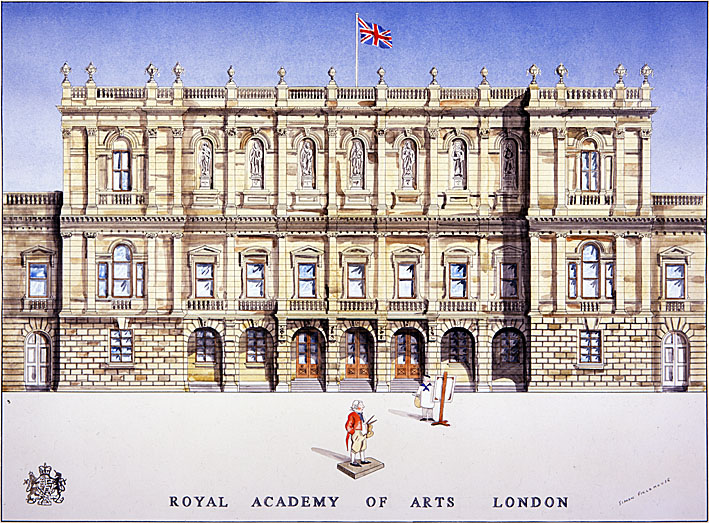
A fachada da Academia Real no século XVIII.

A Academia Real Inglesa, ou Royal Academy School of Arts foi fundada em 1768 por Jorge III de Inglaterra, a pedido de um grupo de pintores, escultores e arquitectos, assumindo o rei o papel de patrono, protector e apoiante. O seu primeiro presidente foi Joshua Reynolds.
Constituída por quarenta membros, tem como finalidade o cultivo das Belas Artes e as suas principais actividades consistem na manutenção de uma escola de desenho, pintura, escultura e arquitectura e na realização de uma exposição anual que ocorre em cada Verão ininterruptamente desde 1769.
Dentre seus membros e alunos mais notáveis, contam-se Thomas Gainsborough, Richard Westall, William Blake, Thomas Lawrence, John Constable, J. M. W. Turner, Samuel Morse e Karl Marx.